# 리플리 (영화)
《리플리》(영어: The Talented Mr. Ripley)는 1999년 앤서니 밍겔라 감독 제작의 스릴러 영화이다. 퍼트리샤 하이스미스의 소설 《재능 있는 리플리 씨》를 영화로 각색한 작품으로, 르네 클레망 감독의 1960년작 《태양은 가득히》(프랑스어: Plein Soleil)에 이은 두 번째 영화화 작품이다. 맷 데이먼이 주인공 톰 리플리 역을 연기했다.

## 개요
리플리의 고단한 삶은 작가 본인의 투쟁과 같다. 여성속에 같혀 있는 마초인 그는 디키 그린리프와 같은 아름답고 고고한 존재가 되기를 꿈꾸지만 50년대의 현실에서 그는 혐오스런 동성애자(톰 리플리)일 뿐이다. 다른 여성(마지), 사회제도(로베르니), 마초적인 사회주류 구성원들(프레디)은 모두 호시탐탐 그를 파괴하길 고대하는 적이다. 그는 그의 적들을 조롱하고, 가끔은 복수를 이뤄내기도 하지만, 그럴수록 더 불행해진다.
1960년에 나온 영화 '태양은 가득히'는 작가의 자전적 요소를 모두 거세한 가난한 청년의 야망과 몰락을 담은 청춘스릴러라고 할 수 있다. 이 영화에 대해서 작가는 '알랭 들롱의 연기가 맘에 들었다'는 평을 남겼다. 1995년 작가 사후에 작가에 대한 재평가가 이뤄지기 시작했고 4년 후인 1999년에 비로소 원작에 가깝게 재구성한 영화가 상영되었다.

## 출연진
- 맷 데이먼 - 톰 리플리 역
- 주드 로 - 허버트 리처드 "디키" 그린리프 역
- 귀네스 팰트로 - 마지 셔우드 역
- 케이트 블란쳇 - 메러디스 로그 역
- 필립 시모어 호프먼 - 프레디 마일스 역
- 잭 대븐포트 - 피터 스미스킹즐리 역
- 제임스 레브혼 - 허버트 그린리프 역
- 세르조 루비니 - 로베리니 수사관 역
- 필립 베이커 홀 - 앨빈 매캐런 역
- 실리아 웨스턴 - 조앤 역
- 로사리오 피오렐로 - 파우스토 역
- 스테파니아 로카 - 실바나 역
- 이바노 마레스코티 - 베레키아 대령 역
- 리사 에이크혼 - 에밀리 그린리프 역
- 실바나 보시 - 에르멜린다 역

## 등장인물
- 톰 리플리(맷 데이먼): 주인공 디키 그린리프를 살해해고 도플갱어의 삶을 살아감. "초라한 현실보다 화려한 거짓이 낫다."라는 말이 그의 인생관을 드러내준다.
- 디키 그린리프(주드 로): 선박재벌 그린리프가문의 후계자이자 프린스턴출신의 탕아. 매력적이만 무심한 마성의 인물

마지 셔우드(귀네스 팰트로)
디키의 연인이자 아름답고 여린 여자.
여성 특유의 육감으로 톰의 본질에 거의 접근하지만 아무도 알아주지 않는다.
로베르니 형사(세르조 루비니)
이탈리아의 유능한 형사 날카로운 분석력으로 사건의 전말을 거의 파악하지만
톰의 본질을 전혀 보지 못하고 톰을 잡는데 실패한다.
프레디(필립 시모어 호프먼)
디키의 절친이자 로마를 종횡무진하는 탕아.
톰과 같은 부류를 멸시하는 것을 감추지 않는다.
사건의 전말을 파악하는 것은 물론, 톰의 본질을 꿰뚫어보는 바람에 살해당한다.
이 두 인물은 원작 소설에는 없고 영화에서만 등장하는 인물이다.
톰에대한 관객들의 이해를 높이는 한편, 영화의 비극성을 더해주는 장치로 기능한다.
피터 스미스 킹슬리(잭 데이븐포트)
톰 리플리의 꾸밈없는 모습을 이해하고 사랑해주는 유일한 사람.
톰의 인간성과 양심을 상징하는 인물.
마지 셔우드는 영화 후반부에서 톰의 짐속에서 디키의 반지를 발견하게 되고 톰을 추궁하다가 살해당할 뻔하지만
때마침 피터가 등장하여 죽음을 모면하는데,
이는 톰 리플리에게 아직 남아있는 인간적인 면이 악마를 잠시 붙들었다고 이해할 수 있다.
메레디스 로그(케이트 블란쳇)
섬유재벌가문의 규수, 디키 그린리프인체하는 톰 리플리에게 푹 빠지게 된다.
톰 내면의 허영을 상징하는 인물.
영화의 마지막 선상씬에서
톰은 메레디스와 피터 두 인물 중 하나를 선택해야 할 것을 강요받게 된다.
화려한 거짓의 삶을 위해 두명을 살해한 죄인에게 초라하지만 진실된 삶을 누리는 사치는 허락되지 않는 것이다.

## SBS 성우진 (2001년 11월 18일)
- 강수진 - 톰 리플리(맷 데이먼)
- 송도영 - 마지(귀네스 팰트로)
- 안지환 - 디키(주드 로)
- 박소라 - 메레디스(케이트 블란쳇)
- 박지훈 - 프레디(필립 시모어 호프먼)
- 한규희 - 디키 아버지(제임스 렙혼)
- 성완경 - 피터(잭 대번포트)
- 성선녀 - 집주인
- 정동열 - 탐정